# Helluvah Band
Albums de Angel
Angel
(1975) On Earth as It Is in Heaven
(1977)
Singles
1. Anyway You Want It
Sortie : 1976
2. Feelin' Right
Sortie : 1978

Helluvah Band est le deuxième album studio du groupe de glam rock / hard rock américain Angel. Il est sorti en juin 1976 sur le label Casablanca Records et a été produit par Derek Lawrence et Big Jim Sullivan. 

## Historique
Comme pour l'album précédent, le groupe se rend en Californie à Hollywood pour enregistrer son second album dans les studios Wally Heider's Recording.
Si le premier album était dominé par le rock progressif, celui-ci est résolument hard rock, la guitare de Punky Meadows se hissant à la hauteur des claviers de Gregg Giuffria. Seul le titre The Fortune, dépassant les huit minutes, est orienté vers le rock progressif des débuts. Anyway You want It sera le seul single tiré de cet album, Feelin' Right/Feelings sortira en 1978 uniquement au Japon.
Pour la première fois les membres du groupe apparaissent tout vêtus de blanc sur la pochette de l'album. Cet album et la tournée américaine qui suivit pour le promouvoir, permirent au groupe d'être nommé "meilleur nouveau groupe de l'année" devant le groupe Boston par le très influent magazine rock américain, Circus.
Cet album se classa à la 155e place du Billboard 200 aux États-Unis

## Liste des titres
Face 1
| No | Titre              | Auteur                                                  | Durée |
| -- | ------------------ | ------------------------------------------------------- | ----- |
| 1. | Feelin' Right      | Frank DiMino, Gregg Giuffria, Punky Meadows             | 4:41  |
| 2. | The Fortune        | DiMino, Giuffria, Meadows                               | 8:38  |
| 3. | Anyway You Want It | DiMino, Meadows                                         | 2:45  |
| 4. | Dr.Ice             | DiMino, Giuffria, Meadows, Derek Lawrence, Jim Sullivan | 5:22  |

Face 2
| No | Titre          | Auteur                                      | Durée |
| -- | -------------- | ------------------------------------------- | ----- |
| 5. | Mirrors        | DiMino, Giuffria, Meadows                   | 4:26  |
| 6. | Feelings       | DiMino, Giuffria, Meadows                   | 5:40  |
| 7. | Pressure Point | DiMino, Meadows, Mickey Jones, Barry Brandt | 5:23  |
| 8. | Chicken Soup   | DiMino, Giuffria, Meadows                   | 4:45  |
| 9. | Angel Theme    | Giuffria, Brandt                            | 2:31  |

## Musiciens
- Frank DiMino: chant
- Gregg Giuffria: orgue, piano, clavinet, harpsichord, synthétiseurs, moog, String ensemble
- Punky Meadows: guitares
- Mickey Jones: basse
- Barry Brandt: batterie, percussions

## Charts
| Pays       | Durée du classement | Meilleur classement |
| ---------- | ------------------- | ------------------- |
| États-Unis | 10 semaines         | 155e                |